# Čcheng-tu Tchien-čcheng
Čcheng-tu Tchien-čcheng (čínsky pchin-jinem Chéngdū Tiānchéng, znaky zjednodušené 成都天诚, tradiční 成都天誠) byl čínský profesionální fotbalový klub, který sídlil ve městě Čcheng-tu v provincii S’-čchuan. Založen byl v roce 1996 pod názvem Čcheng-tu Wu-niou, zanikl v roce 2015. Klub byl částečně vlastněn anglickým profesionálním klubem Sheffield United FC (franšízing), s nímž sdílel stejné klubové barvy (černá, červená a bílá) a název (Sie-fej-lien znamená v anglickém překladu The Blades, což je přezdívka Sheffieldu). V čínské nejvyšší fotbalové soutěži klub působil celkem tři ročníky (sezóny 2008–2009 a 2011).
Své domácí zápasy odehrával v Šuang-liouském sportovním centru s kapacitou 26 000 diváků.
Plný název klubu byl Fotbalový klub Čcheng-tu Tchien-čcheng (čínsky v českém přepisu Čcheng-tu Tchien-čcheng cu-čchiou ťü-le-pu, pchin-jinem Chéngdū Tiānchéng zúqiú jùlèbù, znaky zjednodušené 成都天诚足球俱乐部)

## Historické názvy
- 1996 – Čcheng-tu Wu-niou (Čcheng-tu Wu-niou cu-čchiou ťü-le-pu)
- 2001 – Čcheng-tu Wu-niou Kuo-tcheng (Čcheng-tu Wu-niou Kuo-tcheng cu-čchiou ťü-le-pu)
- 2002 – Čcheng-tu Tchaj-che Tuej (Čcheng-tu Tchaj-che Tuej cu-čchiou ťü-le-pu)
- 2003 – Čcheng-tu Wu-niou (Čcheng-tu Wu-niou cu-čchiou ťü-le-pu)
- 2006 – Čcheng-tu Sie-fej-lien Wu-niou (Čcheng-tu Sie-fej-lien Wu-niou cu-čchiou ťü-le-pu)
- 2008 – Čcheng-tu Sie-fej-lien (Čcheng-tu Sie-fej-lien cu-čchiou ťü-le-pu)
- 2013 – Čcheng-tu Tchien-čcheng Sie-fej-lien (Čcheng-tu Tchien-čcheng Sie-fej-lien cu-čchiou ťü-le-pu)
- 2014 – Čcheng-tu Tchien-čcheng (Čcheng-tu Tchien-čcheng cu-čchiou ťü-le-pu)
- 2015 – zánik

## Umístění v jednotlivých sezonách
Stručný přehled
Zdroj:
- 1996–1997: Chinese Yi League
- 1998–2003: Chinese Jia-B League
- 2004–2007: China League One
- 2008–2009: Chinese Super League
- 2010: China League One
- 2011: Chinese Super League
- 2012–2014: China League One

Jednotlivé ročníky
Zdroj:
Legenda: Z – zápasy, V – výhry, R – remízy, P – porážky, VG – vstřelené góly, OG – obdržené góly, +/- – rozdíl skóre, B – body, červené podbarvení – sestup, zelené podbarvení – postup, fialové podbarvení – reorganizace, změna skupiny či soutěže
| Čínská lidová republika (1996 – 2014) |                      |        |    |    |    |    |    |    |     |    |        |
| Sezóny                                | Liga                 | Úroveň | Z  | V  | R  | P  | VG | OG | +/- | B  | Pozice |
| 1996                                  | Chinese Yi League    | 3      | …  | …  | …  | …  | …  | …  | …   | …  | 3.     |
| 1997                                  | Chinese Yi League    | 3      | …  | …  | …  | …  | …  | …  | …   | …  | 2.     |
| 1998                                  | Chinese Jia-B League | 2      | 22 | 6  | 9  | 7  | 21 | 27 | -6  | 27 | 8.     |
| 1999                                  | Chinese Jia-B League | 2      | 22 | 9  | 8  | 5  | 33 | 29 | +4  | 35 | 6.     |
| 2000                                  | Chinese Jia-B League | 2      | 22 | 7  | 6  | 9  | 25 | 33 | -8  | 27 | 8.     |
| 2001                                  | Chinese Jia-B League | 2      | 22 | 12 | 6  | 4  | 48 | 25 | +23 | 42 | 3.     |
| 2002                                  | Chinese Jia-B League | 2      | 22 | 7  | 6  | 9  | 31 | 36 | -5  | 27 | 9.     |
| 2003                                  | Chinese Jia-B League | 2      | 26 | 12 | 6  | 8  | 35 | 28 | +7  | 42 | 6.     |
| 2004                                  | China League One     | 2      | 32 | 6  | 13 | 13 | 46 | 57 | -11 | 31 | 13.    |
| 2005                                  | China League One     | 2      | 26 | 8  | 2  | 16 | 40 | 57 | -17 | 26 | 11.    |
| 2006                                  | China League One     | 2      | 24 | 11 | 5  | 8  | 27 | 18 | +9  | 38 | 4.     |
| 2007                                  | China League One     | 2      | 24 | 16 | 7  | 1  | 54 | 14 | +40 | 55 | 2.     |
| 2008                                  | Chinese Super League | 1      | 30 | 7  | 11 | 12 | 30 | 37 | -7  | 32 | 13.    |
| 2009                                  | Chinese Super League | 1      | 30 | 11 | 6  | 13 | 32 | 39 | -7  | 39 | 7.     |
| 2010                                  | China League One     | 2      | 24 | 17 | 5  | 2  | 56 | 15 | +41 | 56 | 2.     |
| 2011                                  | Chinese Super League | 1      | 30 | 5  | 12 | 13 | 27 | 47 | -20 | 27 | 15.    |
| 2012                                  | China League One     | 2      | 30 | 11 | 8  | 11 | 33 | 40 | -7  | 41 | 9.     |
| 2013                                  | China League One     | 2      | 30 | 7  | 8  | 15 | 27 | 37 | -10 | 29 | 14.    |
| 2014                                  | China League One     | 2      | 30 | 6  | 8  | 16 | 29 | 45 | -16 | 26 | 15.    |